# 赤新聞
赤新聞（あかしんぶん）は、低級な興味本位の新聞。
イエロー・ジャーナリズムと同一の扱いを受けることがあるが、一部は異なる。

## 主な特徴
イエロー・ジャーナリズムと一致するもの。
- 人を驚かせるような見出しをつける。大したニュースでもないことが多いため、全体として嘘臭い構成になる。
- 絵や写真を多用するが、その多くはどうでもいいようなもので、盗用や捏造も見られる。
- あらゆる種類の詐欺的行為が行なわれている。たとえば、インタビューやストーリーの捏造、誤解を招く見出しなど。

赤新聞に特徴的なもの。
- 社会不正義の告発。
- 出版者の主義・主張の啓蒙。

## 語源
明治時代にセンセーショナリズムで人気のあった黒岩涙香の『萬朝報』が淡紅色の用紙であったため，この呼称が起ったとされる。
同時期から1950年代までは、「赤本」という低俗とされる書物があり、「低俗＝赤」と言う共通認識があった。

## 歴史的背景
ニューズペーパーの概念が輸入されるまで、日本にはかわら版と言うものが存在していた。内容は、上記の主な特徴に通じる物であった。
この文化的背景を元に、出版されたものであるとされる。

## 現在
現在、赤新聞と呼べる物は存在しない。「アカ新聞」という保守層による言葉は残っているもののその対象となる紙面内容は異なる。